# Shipwrecked (film 1913)
Shipwrecked è un cortometraggio muto del 1913 diretto da Kenean Buel. Prodotto dalla Kalem, fu la prima delle trasposizioni cinematografiche di The Admirable Crichton, un lavoro teatrale di grande successo di J.M. Barrie.

## Produzione
Il film fu prodotto dalla Kalem Company.

### Il lavoro teatrale
La commedia originale, scritta da Barrie nel 1902, era andata in scena a Londra nel novembre di quell'anno, riscuotendo un tale successo tanto da restare in cartellone per 828 repliche. Nel 1903, venne ripresa a Broadway dove ebbe come interpreti i famosi attori William Gillette e Marie Doro.

## Distribuzione
Distribuito dalla General Film Company, il film - un cortometraggio in due bobine - uscì nelle sale cinematografiche USA il 6 agosto 1913.